# Kolegium Greckie
Kolegium Greckie zostało powołane w Rzymie w roku 1575. Podstawowym założeniem tego kolegium miało być zbliżenie Kościołów Wschodnich do Kościoła katolickiego. 